# Крейсман, Максим Сергеевич
Макси́м Серге́евич Кре́йсман (14 ноября 1976) — российский футболист, полузащитник. Большую часть карьеры провёл в клубе «Локомотив» из Читы. В начале карьеры играл на позициях нападающего и защитника.

## Карьера
Максим Крейсман начал свою профессиональную карьеру в клубе «Локомотив» из города Читы в 1994 году в возрасте 17 лет. Дебют футболиста за читинский клуб состоялся 4 июля 1994 года в домашней игре с иркутским клубом «Звезда» (3:0), выйдя на замену Александру Середину. Первоначально футболист играл на позициях нападающего и защитника, но позже переквалифицировался и стал выступать в амплуа полузащитника, который располагался ближе к линии атаки.
За счёт высоких достижений, показываемых Максимом в игре за свой клуб в Первом дивизионе, игрока приобрёл один из участников Российской Премьер-лиги — ярославский «Шинник». За ярославский клуб Крейсман в Премьер-лиге сезона 2002 года вышел на поле в четырёх матчах. Большую часть этого сезона Максим играл в составе дублёров «Шинника», за которых провёл лишь 5 матчей. То, что перспективного игрока редко выпускают на поле, послужило тому, что со второй половины сезона 2002 года Крейсман вновь вернулся в читинский «Локомотив» и успел за половину сезона забить 3 гола в 16 матчах. В 2005 году, первую половину сезона Максим провёл в клубе «Орёл» из одноимённого города, который наряду с «Локомотивом» также выступал в Первом дивизионе.
Несмотря на то, что «Локомотив» из-за финансовых проблем после сезона 2005 года был выведен из состава Первого дивизиона, Крейсман остался в команде и выступал в клубе, который теперь носил имя «Чита», вплоть до конца сезона 2009 года, когда читинскому клубу вновь удалось вернуться в Первый дивизион, но не удержаться там, и с 17-го места вновь выбыть во Второй дивизион. В своём последнем сезоне Максим принял участие в 30 матчах «Читы» и забил за клуб 5 мячей.

## Достижения
- Победитель зоны «Восток» Второго дивизиона: 2008
- Бронзовый призёр зоны «Восток» Второго дивизиона: 2007